# Sam Touzani
Sam Touzani, né à Bruxelles en 1968 est un artiste polymorphe : comédien, metteur en scène, auteur, danseur-chorégraphe, auteur et présentateur de télévision belge. Il est engagé dans le combat en faveur de la démocratie, de la laïcité et pour le féminisme.

## Biographie
Les parents de Sam Touzani, originaires de la région du Rif au Maroc arrivent en Belgique en 1964. Il grandit à Molenbeek et découvre le théâtre à l'âge de douze ans, grâce à sa professeure de français, et la danse avec Hitomi Asakawa qui perçoit son talent et lui fait apprendre la danse classique.
Il s'intéresse aussi rapidement à la politique et aux droits de l'homme. L'opposant marocain Mohammed el Baroudi exilé en Belgique depuis 1966, qui prône notamment la laïcité et l'égalité entre les hommes et les femmes, a sur lui une influence formatrice. Mohammed el Baroudi soutient la famille Touzani lorsque sa mère et sa sœur sont emprisonnées et battues au consulat du Maroc à Bruxelles pour avoir refusé de donner un backchich. Sam Touzani dit être le fruit de l'éducation de ces deux femmes, qui disent Non. « profondément féministe »,.
Sam Touzani est également un passionné de philosophie et de psychanalyse. Il est très critique vis à vis de la religion et renonce ouvertement à la foi musulmane à l'âge de 19 ans. Il déclare croire en l'humanité, la nature et les lois humaines et proclame sa propre religion parodique, le touzanisme,.
Sam Touzani intervient souvent dans le débat public, combattant à la fois les extrémistes de droite et les islamistes qui lui envoient régulièrement des menaces de mort et l'agressent même physiquement. Il ne veut pas non plus se faire sermonner par la « gauche politiquement correcte » et refuse d'utiliser le terme « islamophobie » : « Ce concept est utilisé pour empêcher toute critique [de l'islam] et étouffer le vrai débat. ». Il critique également le relativisme culturel : « Notre pays met l'accent sur la diversité et les droits ethnico-religieux, alors que l'égalité, la citoyenneté et la transparence passent au second plan. Il fallait que ce soit l'inverse. ».
Au théâtre, ses spectacles abordent les questions de l'identité, la sexualité, la religion avec humour et ironie, faisant souvent appel à sa propre histoire,.
Il coécrit en 2003, Gembloux. Op zoek naar vergeten soldaten. A la recherche de l'armée oubliée avec Gennaro Pitisci, Ben Hamidou et Nacer Nafti, un  hommage aux tirailleurs marocains, dont faisait partie son père, pendant la Seconde Guerre mondiale et enterrés dans un cimetière oublié de Gembloux. Le spectacle est produit par le Théâtre royal flamand (KVS) et tourne en France, au Festival d’Avignon, au Congo, au Portugal et en Belgique. Le texte, publié par les Editions A la Mesure du possible, obtient le prix Sony-Labou-Tansi en 2008,. Après Gembloux, il collabore encore avec Ben Hamidou, notamment dans Les Souliers de Fadi et Les Enfants de Dom Juan.
En 2005, il est seul en scène dans Allah Superstar, tiré du roman de Yassir Benmiloud, ancien chroniqueur algérien, pourchassé par les islamistes et réfugié à Paris. Il incarne un jeune homme qui va se muer en intégriste par pur calcul et sur les conseils de l'imam de sa cité. Cette pièce est emblématique de son combat contre les intégrisme. Elle est jouée au Théâtre de Poche à Bruxelles mais rencontre des réticences auprès des théâtres parisiens qui craignent la provocation affichée par le titre.
En 2019, il écrit et interprète Cerise sur le ghetto dans une mise en scène de Gennaro Pitisci. Il y raconte son histoire personnelle avec humour mais aussi beaucoup de tendresse et d'amour envers les membres de sa famille.
En 2015, il écrit avec Rolland Westreich C'est ici que le jour se lève et l'interprète avec la danseuse, chorégraphe et réalisatrice Isabella Soupart au Théâtre Le Public.
Son engagement dans le dialogue entre les cultures et les identités l'amène à travailler avec la communauté juive. Il participe ainsi à l'événement- spectacle multimedia de Richard Kalisz, Été 42 – Rafle dans les Marolles” à l’Espace Magh, à l'occasion du 75e anniversaire de la rafle des juifs dans le quartier bruxellois des Marolles. Il est aussi Président de ce centre culturel du Maghreb et de Méditerranée durant plusieurs années à partir de sa création en 2009.

## Scène et théâtre
- 2002 : One Human Show, seul en scène, Théâtre de Poche
- 2003 : Gembloux ! À la recherche de l'armée oubliée, avec Ben Hamidou, KVS et Avignon
- 2004 : Les Discours du XXe siècle, Théâtre de Poche
- 2005
  - Contes érotico-urbains, de Thomas Gunzig, avec Riton Liebman, Théâtre de Poche
  - Ruben déballe tout !, seul en scène
  - Allah Super Star, de Yassir Benmiloud, Théâtre de Poche (Bruxelles)
- 2006
  - Le Rapport des enfants sur l’état du Monde, de Stanislas Cotton, Théâtre de la Balsamine
  - Liberté égalité sexualité,, seul en scène de Bernard Breuse et Sam Touzani, KVS
- 2010
  - Mozaik, seul en scène, avec Dahlia Pessemiers (nl), Zuideperhuis, Anvers
  - Ruben refait le monde, seul en scène, Festival de Spa
- 2011
  - À portée de crachat, de Taher Najib, avec Sam Touzani, Espace Senghor
  - For the Beauty of Confusion, spectacle musical, avec Geike Arnaert, Le Botanique
- 2012 : Peur de rien, seul en scène, avec Richard Ruben, Centre culturel de Woluwé
- 2014
  - Papier d’Arménie – Sans retour possible, de Caroline Safarian, avec Sam Touzani, Espace Magh
  - Rwanda mais avant et puis après, de Souâd Belhaddad, avec Sam Touzani, Centre culturel de Schaerbeek
  - Les Souliers de Fadi, de Caroline Safarian, avec Ben Hamidou, Espace Magh
  - Je suis Belge... mais ça ne se voit pas, avec Richard Ruben, Théâtre du Forum, Festival d'Avignon
- 2015 : C’est ici que le jour se lève, de Sam Touzani et Rolland Westreich, Théâtre Le Public
- 2016 : Les enfants de Dom Juan avec Ben Hamidou
- 2017 : Liberté – Egalité – Identités ! ; auteur : Sam Touzani, Bernard Breuse ; interprète : Sam Touzani ; mise en scène : Sam Touzani ; lieu : Théâtre le Public – Théâtre de l’Eden – Centre culturel d’Uccle - Vauxhall de Nivelles – Wolubilis - Festival Philosophia
- 2018 : 
  - Les enfants de Dom Juan ; auteur : Sam Touzani, Gennaro Pitisci ; interprétation : Sam Touzani ; mise en scène : Gennaro Pitisci ; lieu : Espace Magh, Théâtre 140
  - Eté 42, Rafle dans les Marolles ; auteur : collectif ; interprétation : Sam Touzani ; mise en scène Richard Kalisz ; lieu : Espace Magh ;
- 2018-2019 : Liberté – Egalité – Identités ! ; auteur : Sam Touzani – Bernard Breuse ; interprète : Sam Touzani ; mise en scène : Sam Touzani ; lieu : Maison des Cultures d’Arlon, Théâtre Le Central, Théâtre Mercelis
- 2019-2020 : Ruben En chanté ! ; auteur : Richard Ruben, Sam Touzani ; interprète : Richard Ruben ; mise en scène Sam Touzani ; lieu : Espace Magh
- 2019-2020 : Cerise sur le Ghetto ; auteur : Sam Touzani ; dramaturgie : Gennaro Pitisci ; mise en scène : Gennaro Pitisci ; lieu : Théâtre de La Louvière « Le Central », Théâtre Jean Vilar, Le Blocry

## Filmographie

### Cinéma
- 1997 : Le Bal masqué de Julien Vrebos : Nico
- 1999 : Deuxième quinzaine de juillet de Christophe Reichert : M. Dehaan
- 2003 : Et si... (vertige de la page blanche) de Raoul Ruiz : Pierre Marchand

Courts et moyens métrages
- 1995 : La Visite, court métrage de Lilian Cornelis et Jean Baptiste Van Zeebroeck : Maxime
- 1996 : Testament d'un macaque, moyen métrage de Jamel Mokni : Lakhdar
- 2004 : Beaucoup de bruit d'Ismaël Saidi : Sami
- 2005 : Le Train de Luc Descamps (nl) : le passager
- 2023 : Chez Joanna de Sandrine Collard - Prix BSFF (Brussels short film festival)

### Télévision
- 1993 : École d'enfer de Jacques Bourton : Mehdi
- 1994 : La Veuve de l'architecte de Philippe Monnier : Pépo
- 1995 : Tip Tap Show, téléfilm musical de Pierre Baré, RTBF-Télé 2-TV5 : le professeur / Charlot
- 2001
  - Le Piège d'Oléa d'Alain Robak : le brancardier
  - La Torpille de Luc Boland : Gus, le rappeur
- 2009 : Chante ! : Karim Brahi

Comme présentateur
- 1993 : présentation de la soirée thématique Étranges étrangers (Arte)
- 1993-1996 : Luna Park (RTBF, TV5)
- 1994 : présentation en direct de la Fête de la musique à Dinant (RTBF)
- 1995
  - coprésentation de L'Énigme de Cristal (RTBF, TV5 Monde)
  - Basketmania (RTBF La Deux)
- 1997 : coprésentation de Complètement Télé (RTBF La Deux)
- 2003 : Mille et une culture, portrait de Sam Touzani (RTBF-TV5 Monde)
- 2004 : La Bataille de Gembloux, de la réalité à la fiction (RTBF La Deux)